# Port lotniczy Mazu Nangan
Port lotniczy Mazu Nangan (IATA: LZN, ICAO: RCFG) – port lotniczy położony na wyspie Nangan, w archipelagu Mazu Liedao na Tajwanie. Obsługuje wyłącznie połączenia krajowe.